# Puelia coriacea
Puelia coriacea är en gräsart som beskrevs av Clayton. Puelia coriacea ingår i släktet Puelia och familjen gräs. Inga underarter finns listade i Catalogue of Life.